# Посёлок Ленина (Оренбургская область)
посёлок им. Ленина — (Хутор Хусаинова(1795—1924;1925-1934), коммуна им. Ленина(1924—1925), колхоз им. Ленина(1934—2004))населённый пункт в Оренбургском районе Оренбургской области. Административный центр Ленинского сельсовета.

## География
Посёлок расположен в семи километрах от районного центра — Оренбурга.
Часовой пояс
Посёлок Ленина как и вся Оренбургская область, находится в часовой зоне МСК+2. Смещение применяемого времени относительно UTC составляет +5:00.

## История

### Времена Российской Империи
Первые упоминания о посёлке имени Ленина относятся к 1795 году. Тогда на правом возвышенном берегу реки Сакмара, в 22 километрах от устья, появились первые поселенцы. К пятидесятым годам девятнадцатого века в поселении, которое на тот момент насчитывало не более 10 дворов, поселился помещик Ахмед Хусаинов, который начал разводить породистых лошадей на территории, где сейчас стоят дома жителей посёлка им. Ленина. Также рядом с хутором находилась плотина, в которой находилось большое количество речных ресурсов. От нападений плотину охраняли казаки с Бёрд. Позднее Хусаинов проиграл хутор офицеру Тефтелину, в честь которого и по сей день названо озеро близь посёлка.
Когда солдат Тефтелин погиб на дуэли хутор опять перешёл во владение Ахмеда Хусаинова.

### Времена Советского Союза
В 1924 году на базе хутора Хусаинова одна из первых в Оренбуржье коммуна имени Владимира Ильича Ленина. Впоследствии коммуну ликвидировали, и некоторое время на месте хутора Хусаинова существовало товарищество по обработке земли.
Наступил 1929 год. В селе Воскресеновка Башкирской АССР было созвано собрание бедных крестьян из близлежащих сёл и деревень. На собрании заслушали вопрос « Об организации коммуны». На этом собрании избрали ходоков для выезда в город Оренбург с просьбой выдела земли для организации коммуны. Земля была выделена на территории хутора Хусаинова, который в 1934 году был в очередной раз переименован в колхоз им. Ленина.
Приблизительно в 1934 году на территории колхоза им. Ленина было организовано мануфактурное производство по пошиву шинелей.
На 1 января 1934 года площадь колхоза имени В. И. Ленина составляла 6156 гектар, пашни из них было 2356 гектар. В колхозе насчитывалось 350 голов крупного рогатого скота, 935 голов овец, 65 голов свиней, 175 голов лошадей. Колхоз объединял 167 дворов, общей численностью приблизительно 580 человек.
Первым председателем колхоза имени В. И. Ленина был избран Марков Михаил Фёдорович.
В 1934 году колхоз был передан на обслуживание в Нежинскую МТС, но тракторов в машинно-тракторной станции не хватало. Все работы производились своими силами, люди работали очень дружно и добились больших успехов. Колхоз перевыполнял все государственные планы, поэтому колхоз был занесён на областную доску почёта и был награждён радиоузлом. В 1936 году колхоз был полностью радиофицирован от своего радиоузла.
В 1941 году началась Великая Отечественная война. Из колхоза добровольцами на фронт отправилось 173 человека, а вернулось только 82. На главной улице колхоза был установлен памятник в память о погибших на фронтах Великой Отечественной войны.

### Настоящее время
В 2004 году колхоз им. Ленина был переименован в посёлок им. Ленина.

## Инфраструктура
На территории посёлка находится общеобразовательная школа, детский сад, дом культуры, администрация, фельдшерский пункт, пляж «Волна», магазины и множество детских площадок.

## Транспорт
Имеется автобусное сообщение с Оренбургом. Рядом с посёлком им. Ленина проходят трассы P239 и P240, из посёлка им. Ленина идёт прямая дорога до хутора Степановский.

## Население
| 2002  | 2010  | 2012  | 2013  | 2014  | 2015  | 2016  |
| ----- | ----- | ----- | ----- | ----- | ----- | ----- |
| 1142  | ↗1401 | ↗1512 | ↗1606 | ↗1824 | ↗2326 | ↗2707 |
| 2017  | 2018  | 2019  | 2020  | 2021  |       |       |
| ↗3114 | ↗3481 | ↗3734 | ↗4001 | ↗5432 |       |       |